# Werner Buck
Karel Werner Buck (* 19. Juli 1925 in Kerkrade, Provinz Limburg; † 9. Oktober 2010 in Maastricht, Provinz Limburg) war ein niederländischer Politiker der Katholieke Volkspartij (KVP) sowie zuletzt des Christen-Democratisch Appèl (CDA), der unter anderem zwischen 1971 und 1973 Staatssekretär im Ministerium für Wohnungswesen und Raumordnung im Kabinett Biesheuvel war.

## Leben
Buck absolvierte nach dem Schulbesuch ein Studium der Betriebswirtschaftslehre an der Katholischen Wirtschaftshochschule Tilburg (Katholieke Economische Hogeschool Tilburg), das er am 3. Dezember 1952 abschloss. Im Anschluss trat er im Dezember 1952 als Mitglied des Vorstands in die seiner Familie gehörenden Deckenfabrik NV Buck in Kerkrade ein und gehörte diesem bis August 1971 an. Daneben begann er Ende der 1950er Jahre sein politisches Engagement für die Katholieke Volkspartij (KVP) in der Kommunalpolitik und war vom 2. September 1958 bis zum 17. August 1971 Mitglied des Gemeinderates von Kerkrade sowie zeitgleich Beigeordneter (Wethouder) für Wirtschaft und Finanzen von Kerkrade. Daneben war er vom 3. Juni 1970 bis zum 17. August 1971 auch Mitglied des Provinzparlaments (Provinciale Staten) der Provinz Limburg. 
Am 17. August 1971 wurde er von Ministerpräsident Barend Biesheuvel zum Staatssekretär im Ministerium für Wohnungswesen und Raumordnung (Staatssecretaris van Economische Zaken) in dessen Regierung berufen und bekleidete dieses Amt bis zum 11. Mai 1973. Er war in dieser Funktion insbesondere für Stadterneuerung und Sanierung von Stadtbezirken zuständig. Am 8. Juni 1973 wurde ihm das Ritterkreuz des Orden vom Niederländischen Löwen verliehen. 
Nach seinem Ausscheiden aus der Regierung gehörte Buck, der seit dem 11. Oktober 1980 Mitglied des Christen-Democratisch Appèl (CDA) war, vom 15. November 1973 bis zum 28. April 1987 erneut dem Parlament der Provinz Limburg an und war daneben zwischen dem 5. Juni 1974 und dem 28. April 1987 als Mitglied der Regierung Gedeputeerde Staten der Provinz Limburg und dort zuständiger Provinzminister für Wirtschaft und Raumordnung. Danach fungierte er vom 1. September 1987 bis zum 1. Juli 1990 als Vorsitzender des Vorstandskollegiums der Open Universiteit Nederland in Heerlen. Er war ferner Kommandeur des Silvesterordens.
Aus seiner 1952 geschlossenen Ehe mit Yvonne Maria Susanne Smeets gingen vier Söhne und zwei Töchter hervor, darunter die CDA-Politikerin Yvonne Timmerman-Buck, die unter anderem zwischen 2003 und 2009 Vorsitzende der Ersten Kammer der Generalstaaten war.